# أغسطس هيرت

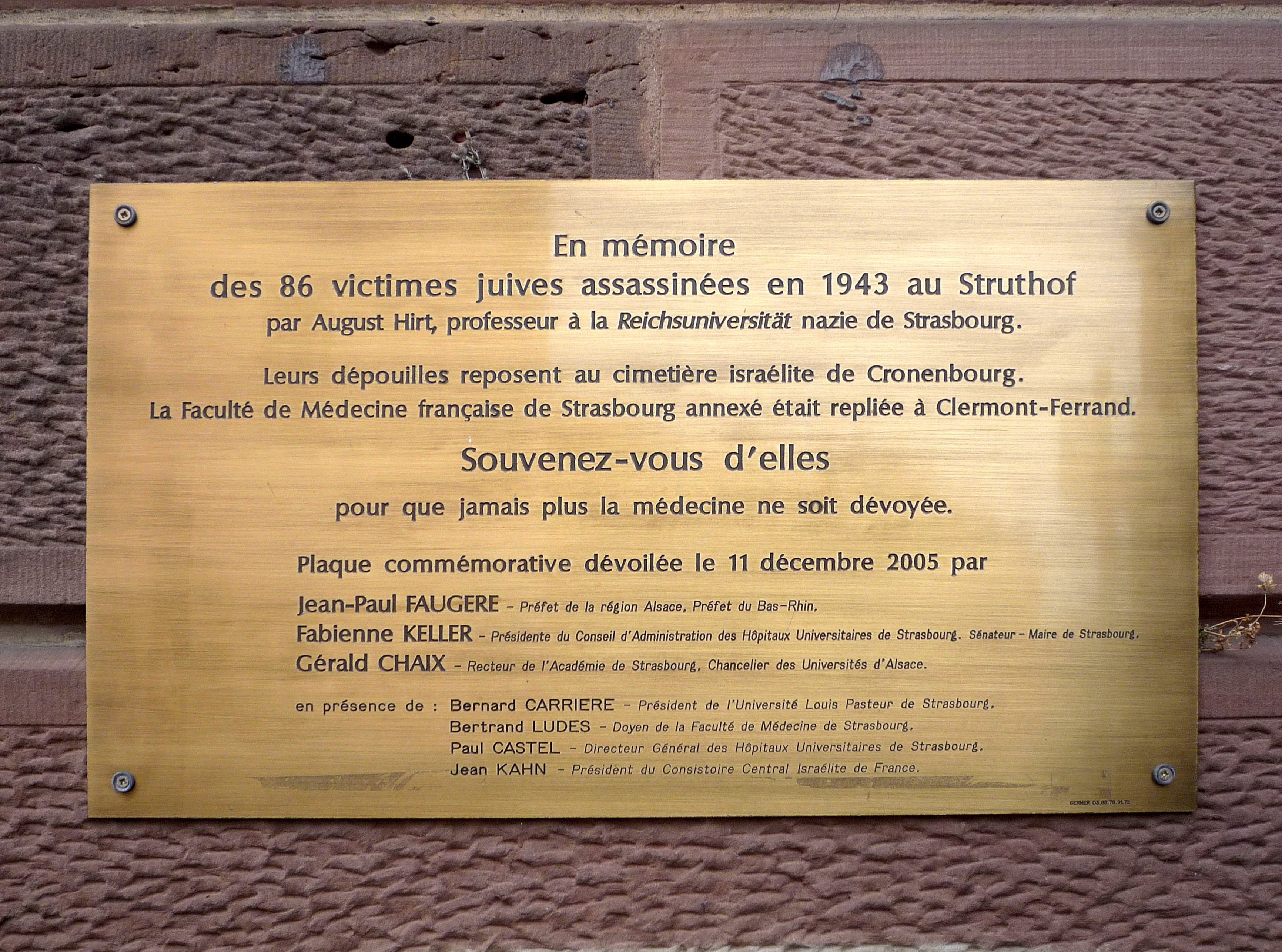
ذكرى الضحايا اليهود البالغ عددهم 86 الذين قتلوا في عام 1943 في سترتهوف بحلول أغسطس هيرت. تقع في معهد تشريح ستراسبورغ.

أوغست هيرت (بالألمانية: August Hirt)‏ (28 أبريل 1898 - 2 يونيو 1945) عالمًا تشريحيًا يحمل الجنسية السويسرية والألمانية وكان رئيسًا لجامعة الرايخ في ستراسبورج خلال الحرب العالمية الثانية. أجرى تجارب على غاز الخردل على النزلاء في معسكر الاعتقال في ناتزويلر-ستروتهوف ولعب دورًا رئيسيًا في قتل 86 شخصًا في Natzweiler-Struthof لجمع الهياكل العظمية اليهودية. كان من المفترض أن تصبح الهياكل العظمية لضحاياه عينات في معهد علم التشريح في ستراسبورج، ولكن تم إتمام المشروع بسبب تقدم الحرب. كان SS- هوبتستثرمفهرر (كابتن) وفي عام 1944، كان SS-Sturmbannführer (رئيسي).

## الحرب العالمية الأولى، التعليم بعد الحرب والانضمام إلى الحزب النازي
كان هيرت نجل رجل أعمال سويسري. في عام 1914، تطوع، بينما كان لا يزال طالبًا في المدرسة الثانوية، للقتال في الحرب العالمية الأولى على الجانب الألماني. في أكتوبر 1916، أصيب بعيار ناري في الفك العلوي. حصل على الصليب الحديدي وعاد إلى مانهايم في عام 1917. درس الطب في جامعة هايدلبرغ. في عام 1921، حصل على الجنسية الألمانية. في عام 1922، حصل هيرت على الدكتوراه في الطب مع "Der Grenzstrang des Sympathicus bei einigen Sauriern" (الإنجليزية: العصابات في الجهاز العصبي الودي لبعض الديناصورات). ثم عمل في المعهد التشريحي في هايدلبرغ وفي عام 1925 تم تخويله بالتدريس بفضل أطروحة عن الخلايا العصبية. في عام 1930 أصبح أستاذا في جامعة هايدلبرغ.
في سبتمبر 1932، انضم هيرت إلى رابطة المتشددين للثقافة الألمانية. في 1 أبريل 1933، انضم إلى شوتزشتافل (SS-Nr. 100 414)، وتم ترقيته إلى هوبتستثرمفهرر (كابتن) في 1 يوليو 1937، لكنه كان فقط عضوًا في الحزب النازي من 1 مايو 1937، عندما التحق في جامعات الرايخ (Mitgliedsnr. 4012784). من 1 مارس 1942، كان عضوًا في هيئة موظفي مكتب الأعراق والتجمعات الحضرية، المنظمة المسؤولة عن «النقاء العنصري والإيديولوجي» لأفراد قوات الأمن الخاصة. حصل على رتبة Sturmbannführer (مايجور) في عام 1944.
تزوج هيرت وأنجب ولد وبنت. 

## الحرب العالمية الثانية
من 1 أبريل 1936 كان هيرت مديرًا مساعدًا لمعهد علم التشريح بجامعة جرايفسفالد. في 1 أكتوبر 1938، حصل على الوظيفة نفسها في جامعة جوته. في بداية الحرب العالمية الثانية كان قائدًا طبيًا لقوات الأمن الخاصة (من أغسطس 1939 إلى أبريل 1941). خلال هذا الوقت وقعت معركة فرنسا، مما أدى إلى سقوط فرنسا واحتلالها من قبل القوات الألمانية، وشارك هيرت في المعركة. ثم أصبح مديرًا للمعهد الجديد للتشريح في Reichsuniversität Straßburg.

### جمع الهيكل العظمي اليهودي
آننإربه في عهد الرايخ الثالث هو المجتمع الذي نظم «تجارب طبية» على السجناء. قام هيرت بتصميم وإخراج واحد يسمى مجموعة الهياكل العظمية اليهودية، والتي بدأت ولكن لم تكتمل على النحو المنشود. كما أجرى تجارب على الجثث وجمع جماجم بشرية. تم تعيينه مديرًا منذ عام 1941 بمعهد التشريح في ستراسبورغ. أراد إنشاء مجموعة من الجماجم لـ "Judeo-Bolsheviks"، كجزء من بحثه عن العرق. ووفقا له، فإن العرق اليهودي كان على وشك الانقراض، وكان يرغب في جمع مجموعة منهم بينما كان لا يزال هناك وقت. أرسل مشروعه إلى هاينريش هيملر. كتب هيرت عن هذا المشروع: «هناك مجموعات مهمة من الجماجم تقريبًا من جميع الأعراق والشعوب. باستثناء اليهود، الذين يحتوي العلم على عدد قليل جدًا من الجماجم، لذلك لا يمكن استخلاص أي استنتاجات ذات معنى. الحرب في الشرق تعطينا الفرصة لسد الفجوة. لدينا الفرصة للحصول على وثيقة علمية ملموسة عن طريق الحصول على جماجم اليهود البلاشفة الذين يجسدون ما دون البشر المثيرين للاشمئزاز.»  :882